# Karangcengis
Karangcengis is een bestuurslaag in het regentschap Purbalingga van de provincie Midden-Java, Indonesië. Karangcengis telt 5541 inwoners (volkstelling 2010).